# Elaeodendron
Elaeodendron é um género botânico pertencente à família Celastraceae.